# Galaktotrophousa

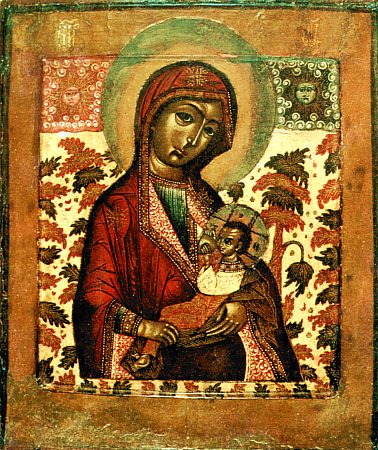
Icône russe « Galaktotrophousa », Mlekokapitelniza/ Икона Божией Матери avant le XVIII.

Dans l'iconographie orthodoxe, une icône Galaktotrophousa (« Panagia è Galaktotrophousa », Παναγια Γαλακτοτροφουσα, du grec gala (Γαλα) : « lait » et trophein (τροφουσα) : « nourrir », « allaitant »), dite aussi Mlekopitatelniza en russe (« Млекопитательница », littéralement « qui allaite »), représente la Vierge Marie allaitant.
La galaktotrophousa orthodoxe correspond au thème de la Vierge du lait ou Virgo lactans dans le monde catholique et occidental.

## Un type pictural
« Galaktotrophousa » ou « Mlékopitatelnitsa » sont les noms donnés dans la tradition orthodoxe à un thème iconographique commun aux iconographies occidentale et orientale (orthodoxe) : celui de la Vierge Marie représentée allaitant l'enfant Jésus.
La plus ancienne image de la Vierge donnant le sein à son bébé, Jésus, est la Vierge Marie allaitant Jésus et le prophète Balaam, une peinture murale de la Catacombe Sainte Priscille à Rome et datant du IIe siècle. 
En Orient, ce type iconographique galaktotrophousa existe depuis l'époque byzantine, au VIIIe siècle, un peu plus rare en Russie mais très populaire chez les chrétiens d'Orient, et dans l'art copte, car selon les Évangiles et le Livre de l'Apocalypse de Saint Jean, Joseph et Marie s'enfuient en Égypte pour fuir les soldats d'Hérode, dans le désert, où l'Enfant Jésus fut allaité : « Et la femme s'enfuit dans le désert, où elle avait un lieu préparé par Dieu, afin qu'elle y fût nourrie pendant mille deux cent soixante jours. »
Ce type byzantin correspond à la Virgo lactans, la Vierge allaitant reproduite sur les peintures, enluminures, statues. On en trouve une représentation très ancienne au Monastère Sainte-Catherine du Sinaï. Elle est vénérée en Égypte : sa représentation la plus ancienne est celle de Saqqara, Monastère de Saint Jérémie, cellule 1725 datant du VIe siècle) ; au Monastère des Syriens de Deir al-Surian, en Éthiopie, à Chypre où il existe un Monastère de la Vierge Galaktotrophousa, etc.